# Криза (фільм, 1946)
«Криза» (швед. Kris) — дебютна кінострічка Інгмара Бергмана за п’єсою данського драматурга Лека Фішера «Мати-тварина» (дан. Moderdyret).

## Сюжет
Проживши все життя з прийомною матір’ю, юна Неллі все ж зустрічає свою біологічну матір та разом з нею вирушає до Стокгольма, де опиняється всередині чудернацького любовного трикутника між нею та материним приятелем альфонсом Яком.

## Історія створення
Ще від початку роботи сценаристом на Svensk Filmindustri молодий Бергман постійно просив в очільника студії Карла-Андерса Димлінга дозволу на зйомки власної кінострічки. Проте отримав таку можливість лише після успіху знятого за його сценарієм «Цькування». Димлінг надіслав Бергману п'єсу данського драматурга Лека Фішера «Мати-тварина» (дан. Moderdyret) і пообіцяв, що якщо з цієї «величної у своєму комізмі пасторалі» вдасться зліпити путній сценарій, Бергман зможе розпочати зйомки.
Не тямлячи себе від щастя, Інгмар Бергман ночами в шаленому темпі написав перший варіант сценарію, котрий йому довелося ще неодноразово переробляти, перш ніж улітку 1945 року було дозволено розпочати власне знімальний процес. Через успіх «Цькування» новий фільм теж отримав коротку драматичну назву — «Криза». Пізніше Бергман писав:

Перший знімальний день я досі згадую з неохопним жахом. Оператор Йоста Рууслінг не звик до складного на той час виставлення світла та важких камер. Другому операторові явно бракувало досвіду, а звукооператор був просто ходячою катастрофою. Виконавиця головної ролі Дагні Лінд раніше практично не знімалась у кіно і тому перебувала в напівзомлілому стані. Переглянувши відзнятий у перший день матеріал ми виявили, що зйомка велася не у фокусі, а в кадр потрапляв мікрофон. Дагні Лінд декламувала, як у театрі. Суто театральними виявилися і мізансцени. Катастрофа була беззаперечним фактом.
Дуже швидко я зрозумів, що потрапив до машини, з якою не можу впоратись. Зрозумів також, що Дагні Лінд, яку я зі скандалами домігся для головної ролі, не кіноактриса і не має необхідного досвіду. З проймаючою душу виразністю я зрозумів, що всі бачать мою некомпетентність. На їхню недовіру я відповідав образливими спалахами люті. Вже на ранньому етапі, коли керівництво студії збиралося припинити зйомки, у справу втрутився Димлінг. Він запропонував нам почати все спочатку. Я був йому щиро вдячний.

Другим своїм янголом-охоронцем Бергман називає продюсера Віктора Шестрема (офіційно він займав у Кіномістечку посаду художнього консультанта), який допомагав молодому режисерові короткими і зрозумілими порадами: «Такі заплутані мізансцени ні тобі, ні Рууслінгу не під силу. Працюй простіше. Знімай акторів спереду, вони це люблять, так буде набагато краще. Не кричи на співробітників, це їх лише дратує, вони гірше працюють. Не роби кожен кадр головним — глядач вдавиться».
Третім союзником Бергмана був монтажер Оскар Русандер, котрий пояснив недосвідченому юнакові тонкощі та специфіку монтажу. Надалі Бергман все життя користувався фундаментальним правилом Русандера: «Монтаж починається під час зйомок, ритм задається в сценарії».
Не зважаючи на прихильність досвідчених працівників студії, у режисера було достатньо конфліктів зі знімальною групою. До того ж виробництво «Кризи» використали в інтригах очільника Кіномістечка Гаральда Муландера проти головного офісу та особисто покровителя Бергмана — керівника студії Карла Димлінга. Для натурних зйомок команду відправили у дороге відрядження до Гедемури, проте через постійні дощі майже нічого відзняти так і не вдалося. Потім, не зважаючи на перевищення бюджету, для фінальної сцени було збудовано цілу вулицю. Все це призвело до очевидної економічної катастрофи виробництва. Та й власне прем'єра «Кризи» в лютому 1946 року завершилася гучним провалом.

## У ролях
- Інга Ландгре[en] – Неллі
- Стіг Улін[en]  – Як
- Маріанн Лефгрен – Єнні
- Дагні Лінд[en] – Інгеборг
- Аллан Болін[en] – Ульф
- Ернст Еклунд[en] – дядько Едвард
- Сігне Вірфф[en] – тітка Єссі

- Віктор Андерссон – музикант
- Анна-Ліса Бауде – клієнтка в салоні краси
- Юлія Цесар – дружина бургомістра
- Гус Дальстрем – музикант
- Стуре Еріксон – музикант
- Карл-Ерік Фленс – кавалер Неллі
- Гольгер Геглунд – музикант
- Свеа Гольст – Малін
- Ульф Юганссон – музикант
- Арне Ліндблад – бургомістр
- Йон Мелін – музикант
- Дагмар Ульссон – співак